# Resultados do Carnaval de Brasília em 2013
Esta e uma lista sobre os resultados do Carnaval de Brasília, cujos foram realizados na passarela do samba montada no estacionamento do Ginásio Nilson Nelson no centro da cidade. sendo esses resultados divulgados em 17 de fevereiro desse mesmo ano

## Grupo Especial
| Posição | Escolas                       | Pontos | Classificação ou rebaixamento     |
| ------- | ----------------------------- | ------ | --------------------------------- |
| 1       | Asa Norte                     | 178,7  | Campeã do Carnaval 2013           |
| 2       | ARUC                          | 178,5  |                                   |
| 3       | Bola Preta                    | 178,3  |                                   |
| 4       | Mocidade Independente do Gama | 177,1  |                                   |
| 5       | Águia Imperial                | 177    |                                   |
| 6       | Santa Maria                   | 170    | Desce para o Grupo de acesso 2014 |

## Grupo de acesso
| Posição | Escolas                  | Pontos | Classificação ou rebaixamento       |
| ------- | ------------------------ | ------ | ----------------------------------- |
| 1       | Vila Planalto            | 176,5  | Sobe para o Especial 2014           |
| 2       | Unidos do Riacho Fundo   | 175,9  |                                     |
| 3       | Império do Guará         | 175,6  |                                     |
| 4       | Dragões de Samambaia     | 174,8  |                                     |
| 6       | Candangos do Bandeirante | 173,7  |                                     |
| 6       | Capela Imperial          | 173,4  |                                     |
| 7       | Unidos do Varjão         | 171,1  |                                     |
| 8       | Vila Paranoá             | 170,1  |                                     |
| 9       | Aruremas                 | 163,9  |                                     |
| 10      | Mocidade do Valparaíso   | 161,8  | Desce para os Blocos de enredo 2014 |

## Blocos de enredo
| Posição | Escolas                       | Pontos | Classificação ou rebaixamento    |
| ------- | ----------------------------- | ------ | -------------------------------- |
| 1       | Gigante da Colina             | 178,5  | Sobe para o Grupo de acesso 2014 |
| 2       | Projeto Colibri               | 171,4  |                                  |
| 3       | Acadêmicos do Riacho Fundo II | 167,1  |                                  |
| 4       | Planaltina                    | 139,4  |                                  |